# 황명현
황명현(黃溟玹, 2001년 11월 14일 ~ )은 대한민국의 축구 선수로, 포지션은 센터백이다. 현재 BG 빠툼 유나이티드 소속이다 재 타이 리그 1에.